# Théorie de la corrélation d'Orion
 (janvier 2010).
Améliorez-le ou discutez des points à vérifier. 

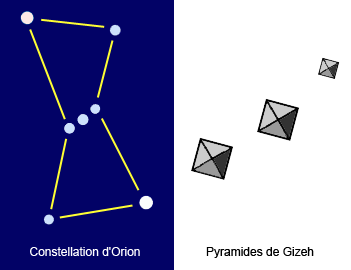
Comparaison entre la constellation d'Orion et les pyramides de Gizeh.

La corrélation d'Orion est une hypothèse proposée par certains égyptologues ou archéo-astronomes (comme Robert Bauval), selon laquelle il existerait une corrélation entre la position des pyramides d'Égypte et la position des étoiles, notamment entre les trois pyramides de la nécropole de Gizeh (pyramide de Khéops, pyramide de Khéphren, pyramide de Mykérinos) et les trois étoiles centrales de la constellation d'Orion (δ Orionis, ε Orionis et ζ Orionis) – constitutives de l'astérisme appelé Baudrier d'Orion.

## Présentation

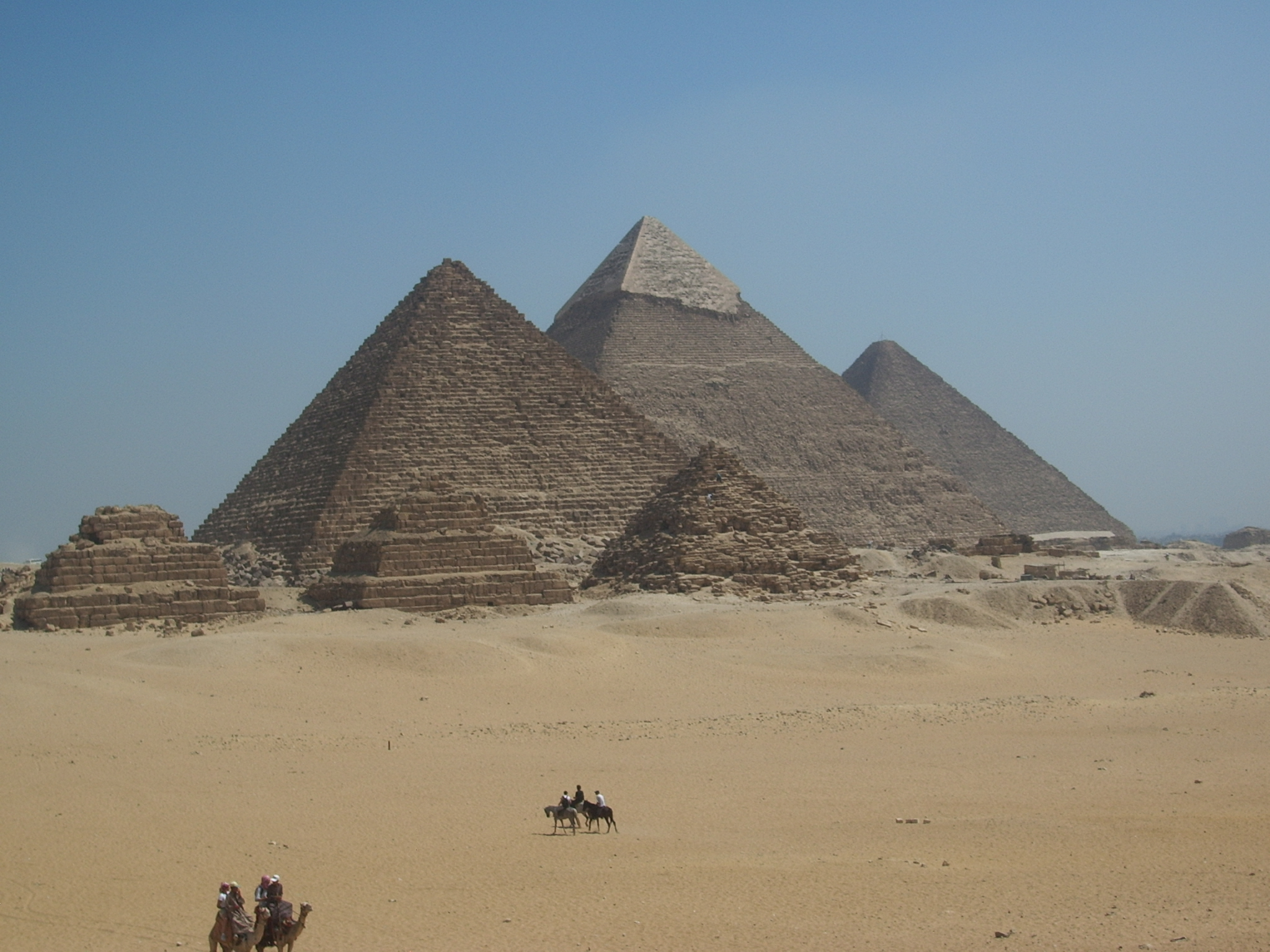
Les trois grandes pyramides de la nécropole de Gizeh.

D'après cette hypothèse, les trois grandes pyramides du plateau de Gizeh seraient la représentation du Baudrier d'Orion, à savoir Mintaka (δ Orionis), Alnilam (ε Orionis) et Alnitak (ζ Orionis). Le Nil matérialiserait la Voie lactée et d'autres pyramides feraient partie de ce système. D'un point de vue égyptologique, cette théorie cherche une légitimité dans le fait que ces étoiles étaient associées à Osiris, dieu de la Mort et de l'outre-monde pour les Égyptiens de l'Antiquité. Elle trouve toutefois peu d'écho dans la communauté scientifique, qui lui trouve de nombreuses failles :
- La position et la taille des pyramides (censée être proportionnelle à la taille des étoiles) sont trop approximatives ;
- Il faudrait remonter aux environs des années – 10500 pour que la corrélation soit vraiment correcte, date correspondant au moment où Orion est au plus bas vis-à-vis du cycle précessionnel.

En 2016, une équipe italienne d'archéo-astronomes tente d'évaluer la probabilité que les trois pyramides de Gizeh puissent être une représentation des trois étoiles du Baudrier d'Orion. Ils utilisent pour cela des outils de calcul de probabilité, et concluent qu'il est très probable que les trois pyramides représentent entre autres choses les trois étoiles du Baudrier d'Orion.

## La théorie de Robert Bauval

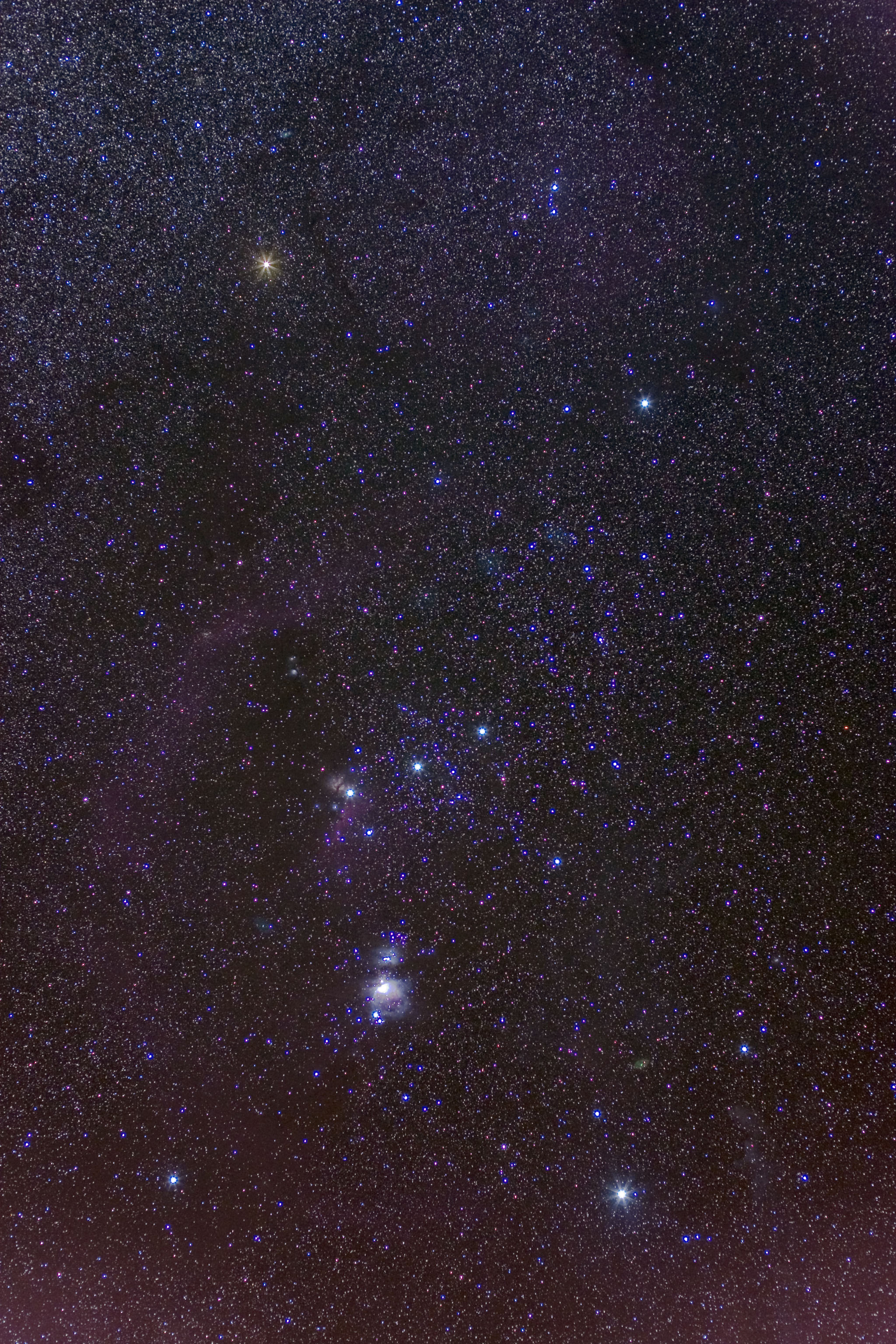
Constellation d'Orion.

En 1994, l'ingénieur civil Robert Bauval se rend compte que les trois étoiles centrales de la constellation d'Orion sont positionnées comme les trois pyramides de Gizeh, à un tout petit décalage près.
Par ailleurs, il montre que le Nil est le reflet de la Voie lactée, comme si les bâtisseurs avaient voulu représenter au sol une sorte de carte du ciel. Avec l'aide d'un logiciel astronomique (Skyglobe), il re-situe le ciel tel qu'il était à l'époque de Khéops, et se rend compte alors que le conduit sud de la chambre du roi, de pente 45°, pointe sur le Baudrier, au moment où Orion est au plus haut sur le méridien, tandis que le conduit nord pointe lui vers l'étoile polaire de l'époque (α Draconis), et le conduit sud de la chambre de la reine (39° environ) pointe sur l'étoile Sirius (α Canis Majoris). Grâce à des ordinateurs plus modernes, il affine en cela des données déjà avancées par Virginia Trimble et Mary Bruck de l'université d'Edimbourg, en 1964.[réf. nécessaire]
En remontant encore dans le temps, il retrouve la position exacte qu'ont les pyramides avec le Nil, et les étoiles du Baudrier d'Orion avec la Voie Lactée, 10 500 ans av. J.-C. Cette date correspond au moment où Orion était au plus bas dans son cycle précessionnel.
Robert Bauval cherche par ailleurs à montrer que deux autres pyramides pourraient correspondre à deux étoiles d'Orion, mais la précision de la corrélation est nettement moins importante que pour le Baudrier d'Orion.

## Prolongements

### La théorie de Georges Vermard
Cette section ne s'appuie pas, ou pas assez, sur des sources secondaires ou tertiaires indépendantes du sujet. Le texte peut contenir des analyses inexactes ou inédites de sources primaires.
Pour l'améliorer, ajoutez-en, ou placez des modèles {{Source secondaire souhaitée}} ou {{Source secondaire nécessaire}} sur les passages mal sourcés. (mai 2025)

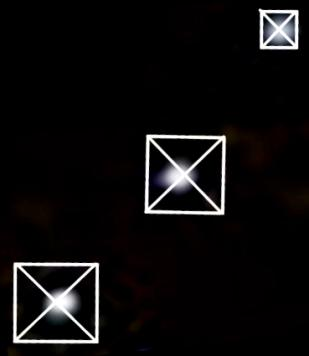
Représentation de la théorie

Pour le journaliste Georges Vermard, le croisement des quatre étoiles du quadrilatère (les quatre étoiles autour du Baudrier d'Orion : α Orionis, γ Orionis, β Orionis et κ Orionis) forme un angle de 51°51', celui de la pyramide de Khéops. L'angle de la pyramide de 51°51’14’’ étant lui aussi lié au nombre Pi (hauteur/base = 4/Pi), l'auteur conclut que {\displaystyle \pi } est inscrit dans la position des étoiles. Il avance bien d'autres coïncidences pour étayer cette correspondance entre la géométrie de la constellation et celle de la Grande Pyramide.
Sa théorie présente la pyramide comme un véritable « ordinateur minéral ». En superposant le dessin de la grande pyramide à celui de la constellation d'Orion (et Sirius), il élabore un schéma de base, qui, mis à l'échelle de la pyramide, permettrait de décoder de nombreuses données universelles : distances Terre-soleil ; diamètres du soleil, de la Terre, de la Lune, etc. Il va ainsi plus loin que ce que Robert Bauval et d'autres (Virginia Trimble, par exemple) ont déjà avancé sur le lien Orion–Gizeh. Les coïncidences géométriques et numériques y seraient très nombreuses. C'est la raison pour laquelle l'auteur affirme que la pyramide a été construite en fonction d'Orion (associée à Osiris) et de Sirius (dédiée à Isis).
Ces concordances permettraient, selon lui, de comprendre aussi l'emplacement précis des chambres et des couloirs.

### La constellation du Cygne
Andrew Collins et Rodney Hale ont exploré une version alternative qui met en corrélation le complexe de Gizeh avec des étoiles dans la constellation du Cygne. Ils estiment que la disposition des pyramides pourrait correspondre à trois étoiles brillantes de cette constellation et, qui plus est, quand ces étoiles descendent à l'ouest, elles peuvent être observées successivement juste sur le sommet des pyramides assignées.
Les italiens Vincenzo Orofino et Paola Bernadini qui ont évalué la probabilité que les 3 pyramides soient les projections des étoiles du Baudrier d'Orion n'observent pas de corrélations significatives avec la constellation du Cygne avec la méthode de probabilité qu'ils ont appliquée.